# 辛杜拉克沙克號潛艇
辛杜拉克沙克號潛艇（英語：INS Sindhurakshak）是一艘俄制基洛級877EKM型 印度海軍潛艇。 辛杜拉克沙克號潛艇於1997年12月24日正式服役，是印度向俄羅斯訂購的十艘基洛級潛艇中第九艘正式服役的潛艇。
2010年6月4日，印度國防部與俄羅斯星造船廠（Zvezdochka Shipyard）達成協議，印度支付共計8500萬美元的費用用於辛杜拉克沙克號潛艇的維修和升級。大修后，該潛艇於2013年5月到6月間交付給印度海軍。
辛杜拉克沙克號在2010年曾經發生過一次較輕的火災事故，但是在2013年8月14日所發生的火災導致了其在孟買船塢的沉沒。2014年打捞上岸后，因认定无法修复，在2017年的一场演习中被击沉于阿拉伯海。

## 建造歷史
辛杜拉克沙克號潛艇是在俄羅斯聖彼得堡的海軍部造船廠建造完成。辛杜拉克沙克號潛艇於1995年開始建造，並在1997年完成。最後於1997年12月交付給印度。

## 服役經過

### 2010年火災事故
2010年2月，辛杜拉克沙克號潛艇在印度东南部安得拉邦海滨城市维沙卡帕特南停泊时起火。火災造成一名艇員罹難和兩名艇員燒傷。 據印度海軍官員宣稱，火災的原因是由於潛艇電池倉內電池閥門短路與洩露的氫氣發生作用而引發的。

### 大修及升級
在2010年2月的火災之後，辛杜拉克沙克號潛艇被送回俄羅斯進行為期兩年半的大修和升級。8月，辛杜拉克沙克號抵達了俄羅斯的星造船廠。該潛艇在這裡進行了現代化的修理和改造，並在2012年12月開始升級后的海上試航。此次升級的內容包括對潛艇內電子作戰系統和綜合火控系統的改造，并加裝了一個新的冷卻系統，預計這次升級可以提升潛艇10年的服役期限。 同時在這次改造中，潛艇的武器系統也得到了極大的提升，包括加裝了3M54E1「巨棍-S」（Klub-S）反艦導彈、3M14E對陸攻擊導彈、USHUS型聲納、CCS-MK-2無線電通訊系統和海豚無線電定位雷達，同時潛艇的其他安全性能也得到了提升。 2013年1月27日，這艘潛艇交付給了印度海軍。 辛杜拉克沙克號潛艇返程航行是在艦長拉傑什·拉姆庫瑪的指揮下進行，同時也是該潛艇第一次在冰下航行。

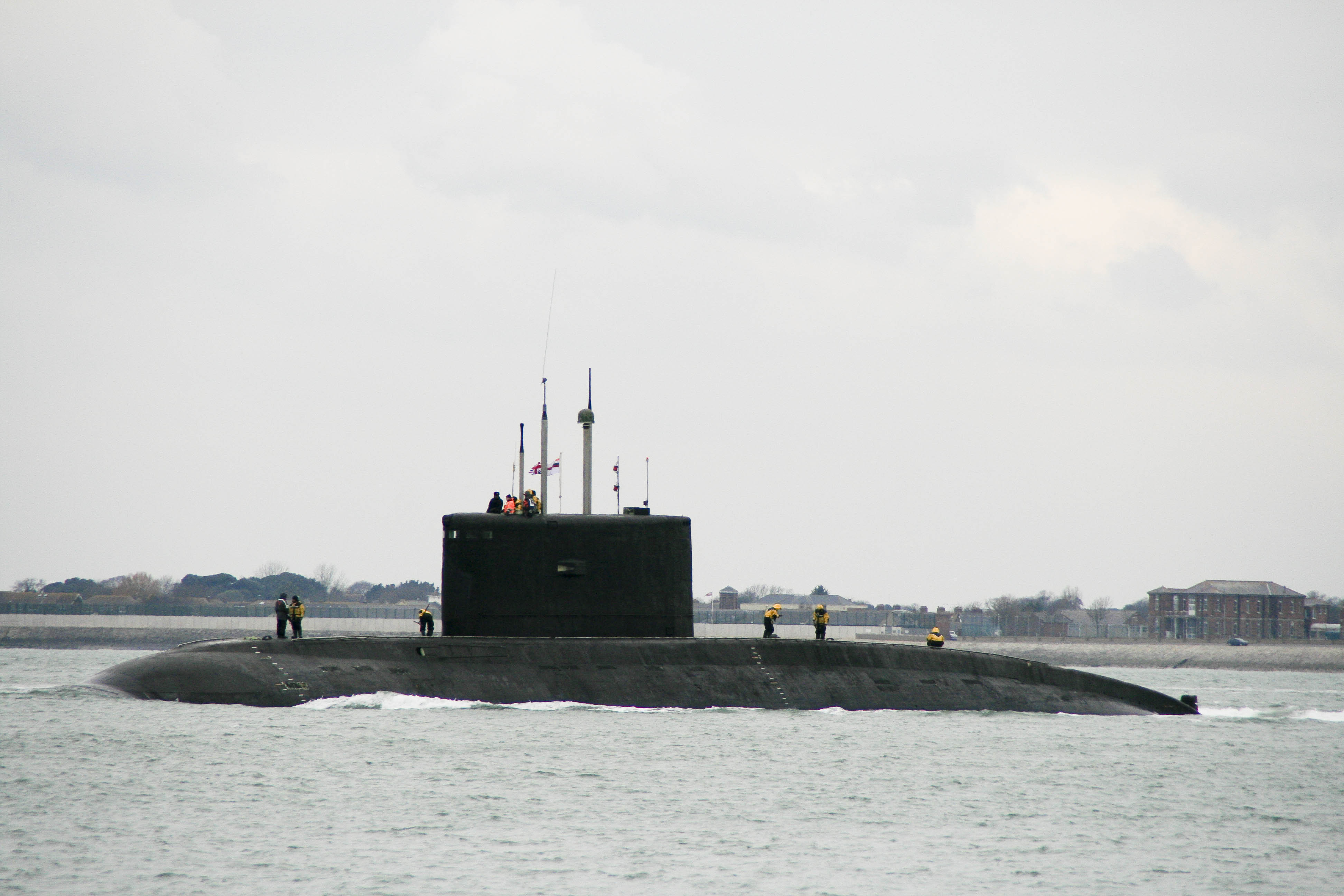
辛杜拉克沙克號潛艇在英國朴茨茅斯港

### 地中海事件
2013年5月，當辛杜拉克沙克號潛艇大修返航途徑地中海亞歷山大港附近海域時，遭遇了強風暴。風暴的強烈程度使得埃及亞歷山大港港口管理部門不得不派遣拖船將辛杜拉克沙克號潛艇拖至安全水域，因為它在淺水水域無法潛水。印度外交部門不得不緊急向埃及海軍求救，讓他們派遣出最新的拖船將辛杜拉克沙克號潛艇送至塞得港。

### 2013年爆炸事故
2013年8月14日，辛杜拉克沙克號潛艇在孟買停靠的時候發生大火，并在大火引發的爆炸中沉沒。火災發生在午夜后不久，隨後便引發了潛艇內軍械設備的爆炸。兩個小時后，火災被撲滅。由於發生劇烈的爆炸，潛艇在其泊位沉沒，只有少數部份露出水面。位於甲板上的艇員由於及時跳入海中已經獲救。但是有18名艇員被困在艇內無法及時獲救，随后印度國防部長A·K·安東尼已經證實他們死亡。印度海军最初的事故报告，将事故的原因确定为装填弹药时“人为操作不当”，最终报告需在潜艇打捞上岸后再给出。2014年1月31日，印度海军招标打捞船体，一架美国打捞公司在印度的分部赢得了合同。同年6月6日，残骸被打捞上岸。12月，海军认定艇员超时工作，疲劳也许是导致人为失误的原因之一，且潜艇的指挥人员没有能妥善处理艇员疲劳操作。
据印度海军消息人士所说，爆炸发生时舰员正在为潜艇艏部的发射管加载导弹，由于操作失误导致意外不慎引起了两枚“俱乐部”反舰导弹发射，一枚击中码头安全墙，随后一枚在潜艇内部爆炸，致使艏部被炸开缺口进水导致潜艇沉没。另有消息指出，有一枚导弹是由于短路造成误发射。

## 处理
起初印度军方计划在将舰体打捞上岸后进行修复工作，但是在2015年海军节当天，副海军上将切埃马向媒体确认，舰体损坏严重已无法修复。之后辛杜拉克沙克号被用来作为海军突击队的训练靶舰，于2017年6月被击沉，躺在3000米深的阿拉伯海海底。

## 外部連結
- 辛杜拉克沙克號潛艇事件（简体中文）
- BBC相關報導專題 （页面存档备份，存于）（英文）
- YouTube上的INS Sindhurakshak submarine explosion